# À plein temps (feuilleton télévisé)
Ne doit pas être confondu avec À plein temps (film).
À plein temps est un téléroman québécois en 132 épisodes de 26 minutes diffusée entre le 21 septembre 1984 et le 14 avril 1988 à la Télévision de Radio-Canada et rediffusé la semaine suivante à Radio-Québec.

## Synopsis
L'action se déroule dans un quartier populaire de Montréal. La particularité de ce téléroman est que certains de ses personnages sont joués par des acteurs et que d'autres le sont par des marionnettes grandeur nature. À l'origine, seuls les personnages adolescents et enfants de la série devaient être incarnés par des marionnettes. Mais ensuite, les créateurs de la série ont pris la décision de faire incarner des personnages adultes par des marionnettes.

## Fiche technique
- Scénaristes : Joanne Arseneau, Elizabeth Bourget, Jean Daigle, René Gingras, Paule Marier, Marie Perreault, Michèle Poirier, Louise Roy et Francine Tougas
- Réalisateurs : Michel Bériault, Claude Boucher, Réjean Chayer et François Côté
- Société de production : Productions SDA

## Distribution

### Personnages humains
- Louison Danis : Maureen Adams-Pouliot
- Roger Léger : Gérald Poisson
- Suzanne Marier : Carole Poisson
- Diane Jules : Estelle Ross
- Claude Prégent : Phil Ross
- Suzanne Champagne : Linda Sans-Soucis
- Gildor Roy : Dan St-Amour
- Francis Reddy : Mike Pouliot
- Éric Brisebois : François Pouliot
- Raymond Cloutier : Réal Pouliot
- Rita Bibeau : Françoise Adams
- Hélène Mercier : Josette Bégin
- Guy L'Écuyer : Adrien Pommainville
- Louis de Santis : Adrien Pommainville
- Jean Mathieu : Adrien Pommainville
- Julie Vincent : France Tremblay
- Jacques Lavallée : Normand Bourrette
- Normand Lévesque : Gaston Gladu
- Jacques Piperni : Paulo
- Christiane Raymond : Solange
- Josée Saint-Pierre : Nadine
- Madeleine Sicotte : Noëlla Cantin
- Louise Rinfret : Claudette
- René Gagnon : Philippe
- Sylvain Tremblay : Patrick
- Marie-Ève Lafrance : Virginie
- Jean-Sébastien Lord : Stéphane
- Jean-Claude Sapre : Claude
- Christine Anthony : Véronique
- Denyse Chartier : Denise Lafarce
- Marie-Soleil Tougas : Nathalie
- Benoît Rousseau : Jean-Yves
- Olivette Thibault : Tante Aimée
- Muriel Dutil : Corrine
- Danielle Schneider : Étudiante

### Personnages marionnettes
- Lorraine Auger : voix de Sylvie Poisson et Kiki Ross
- Marthe Nadeau : voix de Laura Bourrette
- Markita Boies : voix de Gilles Ross
- Louise Bombardier : voix de Mathieu Ross
- Anne Caron : voix de Mathieu Ross
- Sophie Clément : voix de Huguette Champoux
- Raymond Legault : voix de Raymond Champoux
- Johanne Fontaine : voix de Ti-Guy Champoux
- Jocelyne Goyette : voix de Robert Poisson
- Diane Lavallée : voix de Hugo Bégin
- Lise Thouin : voix de Suzanne Ross, Chloé et Marco Champoux
- Johanne Léveillé : voix de Tit-Mine et Flip

## Liste des épisodes
- L'Argent
- Le Bateau en Espagne
- Les Bâtons dans les rues
- Un beau samedi
- Le Brunch
- Ça fait du bien d'parler à son père
- Casser la glace
- La Clé
- Le Fil
- La Gang à Ti-Guy
- Le Grand dérangement
- Help
- Une journée particulière
- Laisse faire Raymond
- La Maladie de Sylvie
- J'me détends-tu moi
- Mea maxima culpa
- Montage séquentiel
- Oh oui… oh non
- Où t'as pris ça
- Oui mais moi…
- La Partie de pêche
- Pauv' Raymond
- Phil perd le fil
- Prêt-à-porter
- Le Privé d'emploi
- Qu'est-ce que tu veux
- Les Quilles
- The Return of the Gerald
- Les Secrets
- La Sirène et le maître-chanteur
- Surprise
- Tu sors à soir
- Tu vois pas que je suis débordée